# Rønnovsholm
Rønnovsholm er en herregård, som nævnes første gang i 1430, på Erik af Pommerns tid, der er beliggende syd for Hjørring i Vendsyssel, (Vrejlev Sogn Hjørring Kommune; Børglum Herred (Hjørring Amt). Gården har siden 1955 tilhørt familien Kirketerp. Der er yderligere tilknyttet en række mindre gårde med et samlet dyrkningsareal på 1000 ha.
I 1857 blev Fritz Koch født på gården som søn af forpagteren.

## Tidligere ejere
- Stygge Krumpen og Anna Povlsdatter
- 1536	Niels Lauritsen
- 1575	Jens Clausen Bille
- 1575	Karen Ejlersdatter Rønnov gift Bille
- 1594	Erik Jensen Bille
- 1600	Mette Banner gift Bille
- 1605	Jørgen Kaas
- 1620 – ca.	Niels Lange
- 1642 – ca.	Christen Nielsen Lange
- 1657	Niels Christensen Lange
- 1668	Dorte Daa
- 1675	Peder Juel
- 1697	Ide, Catharina, Sofie, Ingeborg og Elisabeth Juel
- 1702	Catharina Marie Juel
- 1712	Christian Georg von Møsting
- 1720	Ingeborg Juel
- 1728	Hedevig Vind
- 1734	Johan Ludvig greve Holstein til Ledreborg
- 1775	Ditlev Henrik Ilum
- 1777	Erik Hansen Wilsbech
- 1801	Jeppe Bartholin Sommer
- 1804	Thomas Wissing
- 1806	Adam Ludvig Moltke
- 1813	Chr. Lychegaard
- 1823	Peder Zeuthen Bruun
- 1832	Peter Lassen (Søn af Lars Lassen)
- 1855	Sophie Elisabeth Zahrtmann f. Donner
- 1861	Elisabeth Zahrtmann
- 1870	Koch, Færch og Behrens
- 1872	Fr. Behrens
- 1889	Fr. E. A. Behrens
- 1911	Chr. Johansen
- 1915	Chr. Konnerup
- 1941	A. Foss-Petersen
- 1952	N. Aa. Christensen
- 1954	V. Petersen
- 1955 Holger Kirketerp
- 1975 Aksel Kirketerp
- 2008 Niels Kristian Holger Kirketerp